# Ruski svijet
Ruski svijet (rus: русский мир, latinično: russkij mir) je ideologija vlasti Ruske Federacije kojim se u kontekstu suvremenog svijeta nastoji ostvariti položaj Rusa kao snažne i ugledne nacije, oslanjajući se na upliv koji su ruski jezik i kultura ostvarili u vrijeme Ruskoga Carstva i Sovjetskog Savezaa. Glavna ideja ruskog svijeta je da postoji odjelita ruska civilizacija koja je dominantna kulturi susjednih država, ali i zapadnoj civilizaciji od koje se bitno razlikuje u kulturnim i moralnim vrijednostima.
Ukrajinske državne ustanove "Zakladu Ruski svijet" sagledavaju kao projekt kulturne diplomacije koji podsjeća na razne takve suvremene projekte u svijetu, pri čemu međutim „njegova ideologija teži geopolitičkoj ekspanziji i odlikuje se agresivnim nastupom prema drugim kulturama.” Ruski svijet označavaju u Ukrajini „revanšističkim”, jer da nastoji poništiti rezultate raspada državnog okvira ruske dominacije koju je bilo uspostavilo Rusko Carstvo i održao SSSR.
Projekti Ruskog svijeta se u značajnoj mjeri oslanjaju na ideje tzv. euroazijanizma.

## Glavne ideje
Koncept je predstavio 1999. godine Pyotr Shchedrovitsky u članku „Ruski svijet i ruska transnacionalnost”. Tijekom predsjednikovanja Vladimira Putina, postupno je stekao status službenog projekta Ruske Federacije, koja ga snažno promovira putem Zaklade "Russkii Mir". Koncept je uvelike prihvatila Ruska pravoslavna Crkva, a 2009. na godišnjoj konferenciji Zaklade "Russkii Mir" glavar RPC moskovski patrijarh Kiril objašnjava:
"Srž ruskog svijeta danas su Rusija, Ukrajina, Bjelorusija... Crkva se naziva ruskom ne na etničkoj osnovi. Ovaj naziv ukazuje da Ruska pravoslavna Crkva obavlja pastoralno poslanje među narodima koji prihvaćaju rusku duhovnu i kulturnu tradiciju kao temelj svog nacionalnog identiteta, ili barem kao njegov bitan dio. Zato, u tom smislu, smatramo Moldaviju dijelom ovog ruskog svijeta... Moje riječi ne znače da Ruska Crkva dovodi u pitanje sadašnje državne granice. Naravno, ne može se ne priznati da te granice, barem za danas, u sadašnjoj prirodi svih ovih graničnih situacija, stvaraju nepotrebne prepreke među narodima ruskog svijeta.... Suverenitet ne sprječava moderne europske zemlje da grade najbliže odnose među sobom, budući da su članice Europske unije. S druge strane, zemlje povijesne Rusije imaju čvršće temelje za razvoj integracijskih procesa – pripadaju jednom jedinstvenom civilizacijskom prostoru, unutar kojeg su akumulirane vrijednosti, znanja i iskustva koji su pomogli našim narodima da uvijek zauzmu svoje mjesto u ljudskoj obitelji... Osnova ruskog svijeta je pravoslavna vjera... Drugi stup ruskog svijeta su ruska kultura i jezik. Rus, Tatar, Ukrajinac i Gruzijac mogu pripadati ruskoj kulturi, jer je apsorbirala tradicije mnogih naroda... U nekim državama bivše ujedinjene zemlje postoji opsesivni strah da podrška ruskoj kulturi može uništiti lokalnu nacionalnu kulturu. Ovo je neutemeljen strah... Važan komunikacijski element ruskog svijeta je ruski jezik. Da bismo razumjeli ulogu ruskog jezika, treba imati jasnu predodžbu o njegovoj genezi. Podsjećam da je i ruski jezik bio plod zajedničkih napora ljudi različitih nacionalnosti. Nastao je kao sredstvo komunikacije između različitih naroda... Konačno, treći temelj ruskog svijeta je zajedničko povijesno sjećanje i zajednički pogledi na društveni razvoj... Tijekom stoljeća zajedničkog života razvijeni su zajednički pristupi izgradnji društva... nezavisne države koje postoje na prostoru povijesne Rusije i svjesne su svoje zajedničke civilizacijske pripadnosti mogle bi nastaviti zajedno stvarati ruski svijet i smatrati ga svojim zajedničkim nadnacionalnim projektom."
Iz jednog drugačijeg rakursa, objašnjavajući svoje gledište o odnosu Rusije i Ukrajine, Predsjednik Ruske Federacije Vladimir Putin u srpnju 2021. god. (tj., mali broj mjeseci prije nego što će 24. veljače 2022. god. on pokrenuti invaziju rusije na Ukrajinu) - nakon što izlaže detalje o povijesti slavenskih područja na istoku Europe - zaključuje kako usprkos postojanju značajno različitih jezika i stoljetne podjele između ruskih područja pod utjecajem tatarske Zlatne Horde i onih uključenih u Poljsko-Litavsku uniju, za formiranje odvojene ukrajinske nacije "nije postojala historijska osnova - niti se takva osnova mogla pronaći", nego da je riječ o ideji koju su u 19. stoljeću počeli promovirati poljski intelektualci, a od kraja tog stoljeća i austro-ugarska državna politika. Putin s kritikom konstatira da su ruski komunisti nakon Oktobarske revolucije u dijelu Rusije formirali Ukrajinu kao članicu Saveza Sovjetskih Socijalističkih Republika, uvrštavajući tu odluku u niz društvenih eksperimenata koje su boljševici provodili nad ruskim narodom. Podsjeća Putin, da unutar SSSR-a granice Ukrajine i drugih republika ipak "nikada nisu bile sagledavane kao državne granice; one su bile nominalni dijelovi jedne jedinstvene države, koja je, iskazujući sve atribute jedne federacije, zapravo bila visoko centralizirana". Putin konstatira da su Ukrajina i druge države i narodi 1991. god. napustili Sovjetski Savez i našli se "odjednom u inozemstvu, otuđeni, ovaj put uistinu, od svoje historijske domovine". Putin kaže da te odlaske iz saveza s Rusijom treba tretirati "s poštovanjem", dodajući značajan "ali", nakon 30 godina neovisnosti 15 bivših republika SSSR-a: "Želite uspostaviti vlastitu državu: dobrodošli! Ali pod kojim uvjetima? Podsjetio bih na ocjenu jedne od najistaknutijih političkih figura nove Rusije, prvog gradonačelnika Sankt Petersburga Anatolija Sobčaka (op.: 1991. – 1996.). Kao pravni stručnjak koji je vjerovao da svaka odluka mora biti legitimna, 1992. godine je iznio mišljenje: republike koje su bile osnivači Saveza i potpisale Sporazum o uniji 1922. god., moraju se vratiti na granice koje su imale prije pristupanja Sovjetskom Savezu. Sve druge teritorije su predmet razgovora i pregovora, s obzirom na to da je osnova opozvana. Drugim riječima, kada odlazite, možete uzeti ono što ste donijeli." Analizirajući u daljnjem tekstu odnose koji su nastali nakon Sporazuma o osnivanju SSSR-a iz 1922. god. što su ga bile potpisale (samo) Bjeloruska SSR, Ukrajinska SSR i Zakavkaska SSR - Putin nudi zaključak da preostalih desetak republika SSSR-a ne bi imalo blagodat da njihovo samo postojanje ne bude i danas "predmet razgovora i pregovora". U svojem članku V. Putin jasno problematizira i suverenitet Ukrajine nad svojim zapadnim područjima, koje obuhvaćaju teritorije koji 1922. god. nisu bili dijelom SSSR-a, pa Ukrajina ne bi mogla u pogledu tih teritorija postupiti prema uputi "kada odlazite, možete uzeti ono što ste donijeli". Dodajući dodatnu nesigurnost o pretenzijama ruskih vlasti kojima je on na čelu, Putin odmah potom dodaje "da su boljševici krenuli prekrajati granice čak i prije osnivanja Sovjetskog Saveza, manipulirajući teritorijima kako im se svidjelo i ne mareći za mišljenje naroda", a spominje kao relevantnu i okolnost da su boljševici koji su proglasili Donjecko-Krivojrošku Sovjetsku Republiku u istočnoj (približno) polovici Ukrajine bili već 1918. godine zatražili stupanje u uniju s boljševičkom Rusijom. Nadalje s pozitivnim naglaskom spominje Putin koncepciju "trojednog naroda" za kojega je Carska Rusija službeno smatrala da obuhvaća bjelorusko, "velikorusko" (tj. rusko)  i "malorusko" (tj. ukrajinsko) "pleme", te iznosi ocjenu da svi problemi Rusije s okolnim narodima koji su bili dio Ruskog Imperija proistječu iz neprihvatljivog miješanja stranih sila u odnose s tim povijesnim ruskim pokrajinama. Slijedom tih Putinovih riječi, Vladimir Gligorov ocjenjuje u prosincu 2021. god. da Putin ne ostavlja uopće otvorenom opciju da primjerice Ukrajina ostane neovisna u svojim današnjim granicama - ili se na neki način mora ponovo ujediniti su Rusijom, ili će se od nje tražiti da preda Rusiji vrlo veliki dio svojega teritorija.

## Obnavljanje stare rasprave između "slavofila" i "zapadnika" u Rusiji
Ideje "Ruskog svijeta" nose stanoviti odjek ideje tzv. "slavofila" ("slavianofily"), škole mišljenja među ruskim intelektualcima počev od 1830.-ih godina, koji su - za razliku od pro-zapadnih ruskih intelektualaca toga doba ("zapadniki") koji su ruske posebnosti bili skloni sagledavati kao znake obične zaostalosti Rusije svoga doba - osobitosti ruske kulture birali sagledavati kao znakove njene bitne superiornosti u odnosu na kulturu zapadnih zemalja. Vodstvo Ruskog Carstva je u znatnoj mjeri prihvaćalo anti-liberalne impulse slavofilske misli, nastojeći ograničiti napredovanje liberalne ideje u državi; posljedično je koncept ruske nacije tada uspostavljen na jednom anti-liberalnom konsenzusu i s idejom suprotstavljenosti Zapadu. Takvi procesi iz 19. stoljeća imaju svojevrsni nastavak u najnovijoj ruskoj povijesti i, posljedično, u ruskom poimanju svojega mjesta u svijetu.
Sam termin "Ruski svijet" ("Russkiy mir") je izvorno i nastao kao ime panslavističkog časopisa kojega je osnovao i velikim dijelom (uz također konzervativnog generala Rostislava Fadeyeva) 1871. – 1880. god. uređivao utjecajni general Mihail Grigorijevič Černjajev, osvajač Taškenta i zapovjednik srpske vojske (kojoj je došao pomoći na čelu značajnog broja ruskih dragovoljaca oduševljenih panslavizmom, među kojima više stotina časnika) u Srpsko-Turskom ratu 1876. – 1878. god.

## Kritike
Kritičari ukazuju da se koncept "Ruskog svijeta" u stvarnosti ostvaruje djelovanjima Ruske Federacije radi destabilizacije zemalja za koje smatra da pripadaju njezinome području utjecaja; prije svega Bjelorusije i Ukrajine, čije se nacije nastoji čvrsto integrirati s Rusijom - u čemu je ruska država snažno oslonjena na nastojanje Ruske pravoslavne Crkve da trajno održi ingerenciju nad vjerskim životom tih naroda. Na početku invazije Rusije na Ukrajinu 2022. god., kritičari ukazuju kako iz riječi Vladimira Putina i drugih glavnih predstavnika ruske elite jasno proizlazi kako oni smatraju da u "ruskom svijetu" ne može postojati samostalna ukrajinska nacija, te da Ukrajinu treba silom uvjeriti da je zapravo pokrajina Rusije. Deklarirajući kako Ruska Federacija priznaje odcjepljenje "Luganske Narodne Republike" i "Donjecke Narodne Republike" od Ukrajine 21. veljače 2022., ruski predsjednik V. Putin je doista izrekao da je ukrajinska nacija u cijelosti stvorena od komunističke Rusije za vrijeme vlasti Vladimira Iljiča Lenjina, a da je nakon stjecanja neovisnosti 1991. god. "počela izgrađivati svoju državnost na odbacivanju svega što nas ujedinjuje. Pokušala je izmijeniti svijest, povijesno sjećanje milijuna ljudi, cijelih generacija koje žive u Ukrajini.
U ožujku 2022. godine, nakon početka invazije Rusije na Ukrajinu, znatna grupa kršćanskih intelektualaca iz zapadnih zemalja - među kojima mnogi pravoslavni teolozi - stala je uz poruku da koncept "Ruskog svijeta" predstavlja herezu (odstupanje od ispravnog kršćanskog nauka) zasnovanu na već ranije osuđenoj vjerskoj zabludi filetizma (još "etnofiletizam", naziv za "crkveni nacionalizam" među pravoslavnim narodima, gdje se na nezdrav način miješaju vjera i nacija).
Američki analitičar JohnDiPirro piše u svibnju 2015. god. - kritizirajući politiku Sjedinjenih Američkih Država prema zemljama Srednje Azije kao "utemeljenu na pogrešnim pretpostavkama" o mogućnostima da se ondje provedu uspješne demokratske reforme (što da su iskoristile Rusija i Kina nudeći međunarodnu suradnju bez obveza na provođenja takvih reformi, što se pokazalo atraktivnijim za elite država Srednje Azije) - ukazuje da je politika Ruske Federacije utemeljena na ideologiji Ruskog svijeta, kao "ugaonom kamenu Moskovskog agresivnog ekspanzionizma, (koja) tvrdi da postoji transnacionalna ruska civilizacija koja ima prednost nad međunarodnim granicama kada god je to politički korisno. Granice Rusije, u njenim vlastitim očima, završavaju tek ondje gdje su suočene s dovoljnim otporom. To je postalo bolno jasnim od invazije Gruzije 2008., pripojenja Krima i potpunog rata protiv Ukrajine 2022. Nepoštivanje suvereniteta od strane Kremlja nije iznimka: to je dosljedna politika. Stoga će neki mirovni dogovor u Ukrajini vjerojatno biti taktičke, a ne transformativne naravi. Moskva će iskoristiti prigodu da se jače naoruža i obnovi agresiju nakon što uvjeti budu povoljniji."
Poljsko - britanski povjesničar Tomasz Kamusella piše 2024. god. da Rusija već tri stoljeća dosljedno niječe postojanje ruskog imperijalizma i postojanje ruskih kolonija, što je u velikoj mjeri "efektivno zaslijepilo Zapad i cijeli Svijet da vidi djelovanje mehanizama ruskog imperijalizma u prošlosti i današnjici". Kao jedan od tih mehanizama koje Zapad ne prepoznaje su ustanove Ruskog Svijeta koji nesmetano djeluju u Europskoj Uniji - primjerice njih 10 u Bugarskoj i 8 u Njemačkoj (gdje je predmet njihovog interesa zajednica od 3 milijuna govornika ruskog jezika). U međuvremenu je mreža ruskih studija na univerzitetima u zemljama Zapada zadržala ustroj, predmete istraživanja i kurikulum kao da Sovjetski Savez nije prestao postojati, što omogućuje laku implementaciju logika i ciljeva ideologije Ruskog svijeta.

## "Ruski svijet" i hibridna djelovanja u drugim zemljama
Proteklih desetljeća je koncept "Ruskog svijeta" korišten radi ostvarivanja pretenzija za kontrolu Rusije nad društvima susjednih zemalja.
Ukrajinski analitičari 2021. god. iznose tvrdnju da je Zaklada Russkij Mir u Ukrajini - najviše u pokrajinama uz rusku granicu i Crno more obuhvaćenim projektom "Nove Rusije" - razvila mrežu udruga koje se bave "promoviranjem historijskog i teritorijalnog revizionizma, širenjem ruskih dezinformativnih narativa i mržnje prema ukrajinskog državi, izazivanjem podjela u društvu te, prema Službi sigurnosti Ukrajine, često služe kao fasada za djelovanja obavještajnih službi". Služba sigurnosti Ukrajine je i u godinama koje su prethodile ruskoj invaziji 2022. prepoznavala u Ukrajini grupe podržane od Ruske Federacije koje promoviranjem ideja "ruskog svijeta" i povezanim aktivnostima hibridnog ratovanja nastoje ugroziti neovisnost i teritorijalnu cjelovitost Ukrajine. Nakon ruske invazije Ukrajine 2022. god., provode se u Ukrajini uhićenja suradnika ruskih obavještajnih službi, koji su provodili subverzivne aktivnosti oslonjene na doktrinu "ruskog svijeta". U studenom 2022. godine, zapažena je akcija ukrajinske obavještajne službe SBU, radi razbijanja aktivnosti kojima su u znamenitom pravoslavnom manastiru Kijevska lavra i nekim drugim pravoslavnim manastirima navodno uspostavljeni centri "ruskog svijeta".
Makedonski autor Gurakuç Kuçi piše 2024. godine piše da su ambicije Rusije zadnjih desetak godine djelovale u "tandemu" s politikama Srbije na Balkanu; te da se provode s ideološkim osloncem na projekte "Ruskog svijeta" i "Srpskog svijeta". Pri tome, Kuçi ukazuje da da su u Rusiji još žive imperijalne aspiracije kakve su bile uspostavlje u doba Ruskog carstva; one se danas pretežno provode putem tzv. "hibridnog ratovanja". Širi cilj raznih hibridnih strategija  - koje uključuju korištenje internetskih medija, uključivanje političara i vjerskih zajednica - u svrhu "da se zaustavi napredovanje balkanskih zemalja prema NATO-u i Europskoj uniji, s ciljem da se uspostavi odnos velikih sila koji će činiti mutlipolarni svjetski poredak". Nastoji se takvim hibridnim aktivnostima iskoristiti nezadovoljstvo stanovništva vlastitim državnim vodstvom i međunarodnim utjecajem, što je u prošlosti izvođeno uz dosta uspjeha. Luis Alexander Montero Moncada i Maria Paula Velandia Garia pišu 2017. godine da je Rusija konsolidirala Srbiju kao svojega saveznika na Balkanu, sa širim ciljem da - uz korištenje metoda hibridnog ratovanja - iskoristi dublju nestabilnost tog područja pod pretežitim utjecajem zapadnog geopoličkog saveza. 2023. godine, Wouter Zweers (Nizozemska) iznosi kako Rusija podržava ideju "Srpskog svijeta" -  koji se pojam za ideju Velike Srbije koristi od 2014. god., prema uzoru na termin "Ruski svijet" - kojega promoviraju u prvom redu krajnje-desničarske političke snage u Srbiji. "Podržavajući te aktore, Rusija potkopava stabilnost i suverenitet susjednih zemalja poput Bosne i Hercegovine, Kosova i Crne Gore." U tome se Rusija propagira kao branitelja kršćansko-pravoslavnih tradicionalnih vrijednosti, te se propagira panslavensku vezu između naroda Rusije i Zapadnog Balkana. Kako na Zapadnom Balkanu i nema izravne vojne prisutnosti Rusije, ona za ostvarivanje svojih ciljeva pribjegava hibridnim metodama kako bi potpirila nerazriješene konflikte i nestabilnost, piše W. Zweers.  Govoreći o provođenju hibridnih strategija Rusije i Srbije, Ivana Stradner i Peter LaBelle 2025. godine iznose zaključak da se  "Zapadni Balkan nalazi u teškoj situaciji, gdje Rusija strateški koristi hibridni rat da destabilizira regiju i potkopa utjecaj Zapada. Pomoću kampanja dezinformacije, manipulacijama vjerskih ustanova i podupiranjem nacionalističkih političkih vođa, Moskva nastoji održati Balkan u stalnom stanju krize, sprječavajući njegovu integraciju u Europsku uniju i NATO."

## Vanjske poveznice
- Moritz Pieper (2020) "Russkiy Mir: The Geopolitics of Russian Compatriots Abroad", Geopolitics, 25:3, 756-779, DOI: 10.1080/14650045.2018.1465047
- Aleksej Miler, "Koncepcija ruskog sveta", poglavlje u zborniku "Druga Rusija", Subotić, Milan (ur.), prosinac 2015. (prenijeto kod "Peščanik" 23. ožujka 2022.)
- Marko Boris Bajt, Stipe Buzar, "Ruski svijet kao moralna zajednica i vanjskopolitička doktrina", Međunarodne studije, Vol. XXIII. No. 1., 2023.
- "Russkiy Mir (Russian World): An Exemplification of All-Russian Nationalism. The Strategy of Neo-Imperial Expansionism of the Russian Federation in Regional and Global Dimensions" (engleski), Marcin Orzechowski, Polish Political Science Yearbook, 53/2024, str. 21-33